# HRTC DOK
HRTC DOK (Helderse Ren- en Toerclub Door Oefening Krachtig) is een Nederlandse wielerclub uit Den Helder.
De club is opgericht op 31 januari 1934. Sinds 1981 wordt een deels geaccidenteerd terrein aan de Guldemondweg (De Schooten) gebruikt voor onder andere mountainbiketrainingen en wielerwedstrijden. Bij de club worden trainingen gegeven in mountainbiken en wielrennen.
Op 1 april 1977 werd een tourafdeling opgericht. Ter gelegenheid van het veertigjarig bestaan van de toerafdeling op 1 april 2017 is een jubileumboek geschreven. In 2019 hield de tourafdeling op te bestaan.
Begin 2012 is de anderhalve kilometer lange asfaltbaan geheel vernieuwd. In 2014 is het mountainbikeparkoers op het clubterrein fors uitgebreid.